# Casa dels Amos de Can Bosc
La Casa dels Amos de Can Bosc és una masia de Viladrau (Osona) inclosa a l'Inventari del Patrimoni Arquitectònic de Catalunya.

## Descripció
Masia de planta quadrada (12x11) coberta a dues vessants amb el carener perpendicular a la façana situada a migdia. Consta de planta, dos pisos i golfes. La façana principal presenta un portal central d'arc de mig punt adovellat amb gres (dovella central i laterals de gres vermell) i dues finestres de gres forjat, una de les quals és esculturada amb un bonic motiu, aquesta façana presenta una distribució simètrica de les seves obertures; el primer pis presenta tres portals rectangulars de gres (un de tapiat), dels quals el central està sobreposat a les dovelles del portal inferior, i presenta una llinda datada (1723); al segon pis un portal central i dues finestres laterals amb ampit motllurat i un òcul sota el carener (golfes). La façana E presenta únicament una finestra de gres ros amb ampit motllurat al primer pis. La façana N presenta a la planta un cos cobert (femer) adossat, i tres finestres de gres al primer pis; tres amb ampit motllurat al segon pis, i un òcul a les golfes.

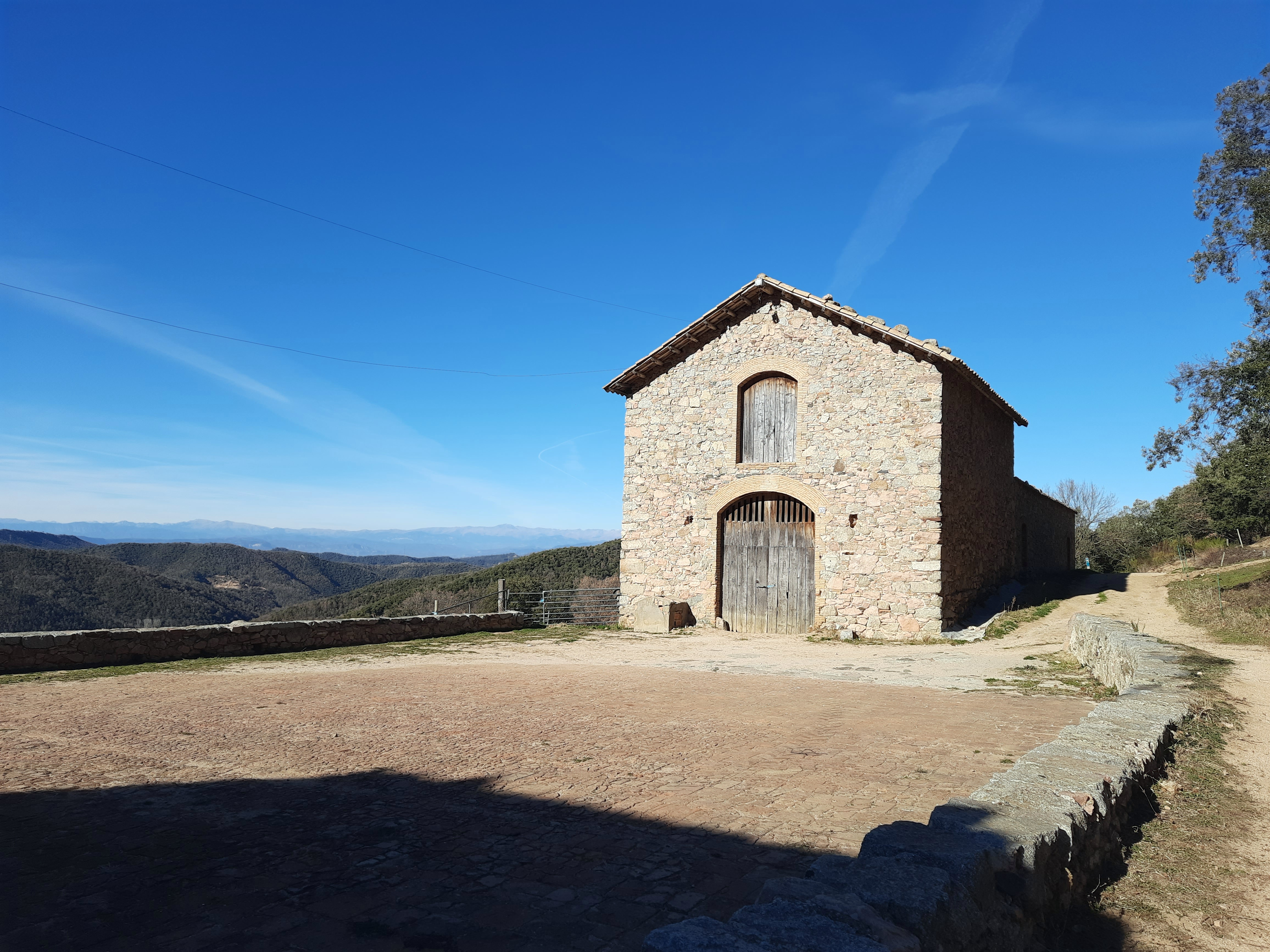
Era encaironada i cabana

Cabana d'era de planta rectangular (22x6) adossada parcialment al pendent del terreny de la qual el sector S està cobert a dos vessants amb el carener perpendicular a la façana situada a migdia i que consta de planta i pallissa. La resta està coberta a un sol vessant que desguassa a l'oest i consta només de planta destinada a corts. La façana S està encarada una era encaironada (17x10) i enllosada en la part més propera a la façana. Aquesta presenta un gran portal d'arc escarser de totxo a la planta i un badiu d'arc escarser de totxo al primer pis. La façana E te dues finestres i la façana N presenta en el cos de corts un portal i una finestra ambdós d'arc escarser de totxo i una finestra amb la mateixa tipologia al pallisser.
Cabana de planta rectangular (11x4) coberta a dos vessants amb el carener perpendicular al nord i encarat cap a la masoveria. Consta de planta i pallisser i està assentada en el pendent del terreny. La façana principal presenta a la planta tres portals de granit, un dels qualls és més petit que els altres i un portal rectangular amb llinda de roure al pallisser. Les altres tres façanes són gairebé cegues excepte per dues petites finestres a la façana S. Davant de la façana E hi ha un safareig (12x4) que és alimentat per una font excavada al marge, al peu del camí, i coberta per una volta d'arc escarser de totxo i murs de pedra. Sobre el raig de la font hi ha una finestreta que dona a l'aljub, la llinda de la qual és escripturada i parcialment llegible.

## Història
Masia del segle xviii relacionada amb l'antic mas Can Bosc que probablement formava part dels 82 masos que existien en el municipi pels volts de 1340, segons consta en els documents de l'època. El trobem registrat en els fogatges de la "Parròquia i terme de Viladrau fogajat a 6 de octubre 1553 per Joan Masmiguell balle com apar en cartes 230", juntament amb altres 32 que continuaven habitats després del període de pestes, on consta un tal "Miguell Bosch". Els actuals propietaris no mantenen la cognominació d'origen.